# Loren Coleman
Loren Coleman (12 de julio de 1947) es un naturalista, y criptozoólogo estadounidense, quién ha escrito más de 40 libros en un número de temas, incluyendo criptozoología.

## Educación y vida tempranas
Loren nació en Norfolk, VA, y creció en Decatur, IL. Se graduó, en 1965, del MacArthur High School. Estudió antropología y zoología en la Universidad del Sur de Illinois Carbondale, y realizó trabajo social psiquiátrico en el Simmons College School de Trabajo Social en Boston. Y, realizó estudios más profundos doctorales en antropología en la Universidad Brandeis en New Hampshire. Enseñó en universidades de New England de 1980 a 2004, también fue investigadora sénior en la Escuela de Política Pública Edmund S. Muskie de 1983 a 1996, antes de retirarse de enseñar para escribir, dar conferencias, y ser consultora.

## Criptozoología

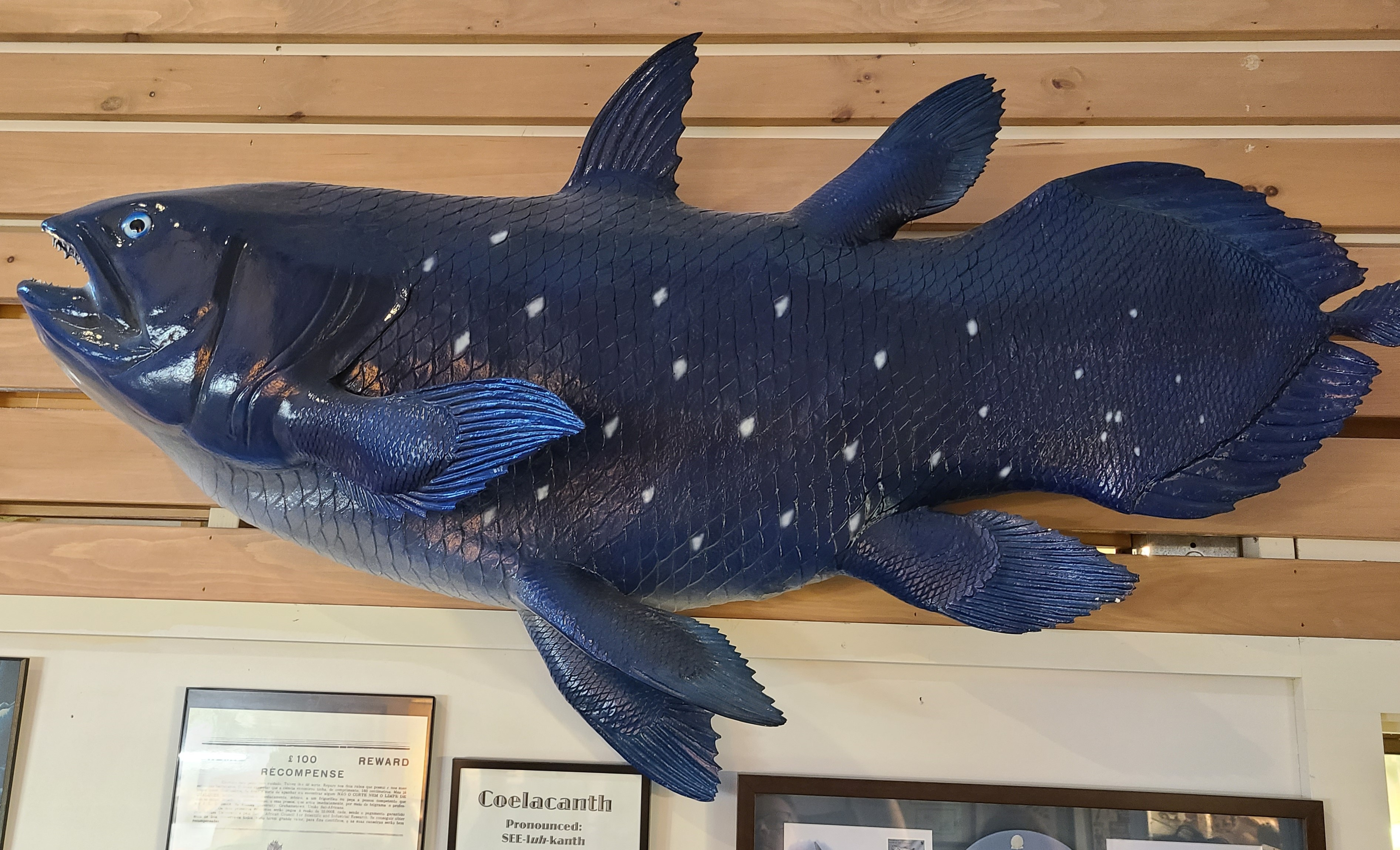
Celacanto en el Museo de Criptozoología

Coleman escribe sobre cultura popular, misterios de animales, folclore, y criptozoología. Un editor del Skeptical Inquirer dijo, "Entre los cazadores de monstruos, Loren es uno de los más acreditados, pero no estoy convencido de que lo que los criptozoólogos buscan esté en realidad por ahí." Ha aparecido en entrevistas televisivas y radiofónicas sobre críptidos. Ha escrito artículos y libros en criptozoología y otros temas forteanos. Fue asesora de publicidad en The Mothman Prophecies.

### Museo Internacional de Criptozoología
En 2003, Coleman estableció un Museo de Criptozoología, en Portland, Maine. La primera ubicación fue céntrica para el museo abierto en noviembre de 2009, ocupando el fondo de La Librería de Mano Verde, una librería de Portland especializada en ciencia ficción, y otras formas de ficción gótica.  El 30 de octubre de 2011, dos años después, se mudó a la Calle del Congreso, reabierto en un espacio más grande alrededor de la esquina en 11 Avon, todavía localizado en el Edificio Trelawny. En 2016, se estrenó un nuevo edificio, localizado en Thompson's Point, Portland, Maine.

## El efecto Copycat
Coleman tiene el grado de maestría en trabajo social psiquiátrico y fue asesora para el Programa de Suicidio de Jóvenes de Maine por casi una década; fue autora de varios manuales y entrenó 40.000 profesionales y paraprofesionales. Una preocupación específica siguen siendo los casos de asesinato-suicidio entre los jóvenes, así como la posibilidad de clusters (por ejemplo, suicidios de adolescentes, tiroteos en escuelas, violencia en el lugar de trabajo y terrorismo interno) y la influencia de la cobertura de los medios de comunicación, escribiendo Grupos de Suicidio de los libros (Boston: Faber & Faber, 1987) y El Efecto Copycat (Nueva York: Simon y Schuster, 2004). Ha sido llamada para declarar sobre las secuelas de los tiroteos en la escuela y la mejor manera de responder al problema, en su mayoría por los medios de comunicación canadienses.

## Personal
Se casó tres veces, de 1968 a 1978, de 1980 a 1995, y de 2013 al presente. Tiene tres hijos y reside en Portland, ME.